# 426 a.C.

## Eventos
- Marco Postúmio Albo Regilense, Aulo Cornélio Cosso, Caio Fúrio Pácilo Fuso e Tito Quíncio Peno Cincinato, cônsules romanos.
- Mamerco Emílio Mamercino é eleito ditador pela segunda vez.